# 317 Роксана
317 Рокса́на (317 Roxane) — астероїд головного поясу, відкритий 11 вересня 1891 року Огюстом Шарлуа у Ніцці.